# Henk Nellen
Henricus Johannes Maria (Henk) Nellen (1949) is een Nederlands historicus die zich vooral heeft beziggehouden met onderzoek naar de zeventiende-eeuwse rechtsgeleerde Hugo de Groot. 

## Biografie
Hij promoveerde in 1980 in Nijmegen cum laude op een proefschrift over het correspondentienetwerk van de zeventiende-eeuwse Franse geleerde Ismael Boulliau, de sterrenkundige Bullialdus (1605-1694). Van 1980 tot 1992, het jaar waarin het Grotius Instituut werd opgenomen in het Huygens Instituut voor Nederlandse Geschiedenis, was Nellen bureauhoofd van het eerstgenoemde instituut.
Nellen was sinds 1992 senior onderzoeker aan het Huygens Instituut. Hij werkte van 1980 tot 2001 aan de uitgave van de laatste vijf delen van de 'Briefwisseling van Hugo Grotius'. In 2007 publiceerde hij een biografie over Hugo de Groot voor welke hij in 2010 de Henriëtte de Beaufort-prijs ontving. In november 2014, bij zijn pensionering, verscheen de Engelse vertaling van deze biografie. Nellen bleef als gastonderzoeker naar onder meer Bijbelkritiek en secularisatie in de zeventiende eeuw aan het Huygens Instituut verbonden. Hij was tot 2015 secretaris van de Vereniging van Neolatinisten en is bestuurslid van Grotiana, de stichting die zich inzet voor de publicatie van de werken van Hugo de Groot. Tevens is hij betrokken bij Europa Humanistica, een repertorium van humanisten-editeurs uit de zestiende eeuw. Eind 2014 ging Nellen met emeritaat aan de Erasmus Universiteit, hij was daar vanwege de Dr. C. Louise Thijssen-Schoute Stichting sinds 2009 bijzonder hoogleraar in de 'Ideeëngeschiedenis van de vroegmoderne tijd in haar sociale context'. 

## Publicaties

### Eigen publicaties
- Ismael Boulliau (1605-1694), nieuwsjager en correspondent. Nijmegen 1980 (dissertatie Nijmegen). In 1994 in het Frans verschenen met de titel "Ismaël Boulliau (1605-1694), astronome, épistolier, nouvelliste et intermédiaire scientifique".
- Hugo de Groot (1583-1645). De loopbaan van een geleerd staatsman. Weesp 1985.
- Hugo de Groot. Een leven in strijd om de vrede 1583-1645, Amsterdam 2007.
  - Hugo Grotius, a lifelong struggle for peace in church and state, 1583-1645. Leiden, 2014. ISBN 9789004274365. (Engelse vertaling door J.C. Grayson van de biografie 'Hugo de Groot, Een leven in strijd om de vrede 1583-1645', Balans, Amsterdam, 2007).
- Op zoek naar een vreedzame wereldorde: Hugo Grotius over natuurlijke godsdienst en rechtvaardige oorlog. Amersfoort, 2010.
- Geen vredestichter is zonder tegensprekers. Hugo de Groot: geleerde, staatsman, verguisd verzoener. Athenaeum - Polak & van Gennep, 2021

### Bezorgde publicaties
- Briefwisseling van Hugo Grotius delen XIII-XVII. [=Rijks Geschiedkundige Publicatiën Grote Serie 213, 222, 238, 246 en 248] Den Haag, 1990-2001 (met C.M. Ridderikhoff)

### Overig
- In vriendschap en vertrouwen: cultuurhistorische essays over confidentialiteit. Hilversum 2014 (bundel onder redactie van Jos Gabriëls, Ineke Huysman, Ton van Kalmthout, Ronald Sluijter aangeboden aan Nellen bij zijn afscheid in 2014)

## Eerbetoon
- 2008: Littéraire Witte Prijs
- 2010: Henriëtte de Beaufort-prijs voor zijn biografie van Hugo de Groot